# Muhammad Ali (Dokumentarfilmserie)
Muhammad Ali ist eine Dokumentarfilmserie aus dem Jahr 2021 über den Profiboxer und zeitweiligen Weltmeister Muhammad Ali. Regie führten Ken Burns, Sarah Burns und David McMahon. Die Filmpremiere war bei PBS am 19. September 2021.

## Folgen
Die Serie wurde am 20. Dezember 2021 bei arte in deutscher Sprache veröffentlicht. Die Folgen lauten:
- Erste Runde: Der Größte (1942–1964)
- Zweite Runde: Wie heiße ich? (1964–1970)
- Dritte Runde: Rivalen (1970–1974)
- Vierte Runde: Der Zauber bleibt (1974–2016)